# روح و خانم میور
روح و خانم میور (انگلیسی: The Ghost and Mrs. Muir) فیلمی آمریکایی در سبک رمانتیک و فانتزی به کارگردانی جوزف ال. منکیه‌ویچ محصول سال ۱۹۴۷ است. جین تیرنی و رکس هریسون بازیگران اصلی این فیلم‌اند.
فیلمنامهٔ «روح و خانم میور» را فیلیث دان براساس رمانی از آر.ای. دیک در ژانر فانتزی و رومانس به نگارش درآورده است.

## خلاصه داستان
این فیلم داستان زن بیوه‌ای به‌نام لوسی ‌میور است که بعد از مرگ همسرش، خانه‌ای ساحلی را اجاره کرده و به همراه دختر کوچک و خدمتکارش به آنجا اسباب‌کشی می‌کند. این خانه متعلق به ناخدایی است که روحش پس از مرگ در این خانه حضور دارد و به هیج وجه دوست ندارد کسی در خانه سابقش ساکن شود. به همین دلیل تمامی ساکنان تازه‌وارد را ترسانده و در همان روز اول فراری می‌دهد. اما خانم میور که از روح ناخدا گِرِگ نترسیده، به تدریج با او ارتباطی دوستانه برقرار می‌کند. در ادامه پس از آنکه مقرری ماهانه میور به دلیلی قطع می‌شود، روح کاپیتان گِرِگ به او پیشنهاد می‌کند برای کسب درآمد، خاطرات زندگی پرفراز و نشیب خود را برایش بازگو کند تا خانم میور آن را بنویسد و در قالب کتاب به چاپ برساند.

## بازیگران
- جین تیرنی در نقش لوسی میور
- رکس هریسون در نقش کاپیتان دانیل گرگ
- جرج سندرز
- ناتالی وود
- ونسا براون
- آنا لی
- استارت هولمز
- ویکتوریا هورن
- ادنا بست
- ویل استنتون

## ناگفته‌های فیلم
- جن تیرنی بازیگر نقش اصلی فیلم، ابتدا شخصیتی کمی عجیب و غریب وُ خل از لوسی ‌میور در ذهن مجسم کرده بود و همان را به نمایش گذاشت اما پس از جلسه‌ای که تهیه‌کننده و کارگردان با هم برگزار کردند، تصمیم براین گرفته شد که صحنه‌هایی که در دو روز نخست فیلمبرداری شده‌است مجدداً گرفته شود و در نتیجه تیرنی توانست به عمق بیشتری از این شخصیت دست یابد. همین تحول و دستیابی به شناختی جدید از شخصیت خانم میور باعث شد که بازی «جین تیرنی» بعدها با استقبال و تحسین بسیار منتقدان سینمایی همراه شود.
- آر.ای. دیک در سال ۱۹۴۵ و زمانی که کتاب «روح و خانم میور» را می‌نوشت از تخلص ژوزفین لزلی استفاده می‌کرد.
- در دههٔ ۱۹۹۰ این بحث مطرح بود که کمپانی فاکس قرن بیستم فیلم «روح و خانم میور» را مجدداً بازسازی کند. دراین فیلم قرار بود شون کانری و میشل فایفر بازی کنند اما شکست فیلم «خانهٔ روسی» (۱۹۹۰) در گیشه باعث شد که این کمپانی فیلمسازی از تصمیم خود منصرف شود.
- برای دادن وجه ماورایی به شخصیت «کاپیتان گرگ»، فیلمبردار پیشنهاد داد که نیمی از رکس هریسون (بازیگر این نقش) در تمام مدت در سایه قرار بگیرد.
- کلمه «میور» به زبان اسکاتلندی به معنای «دریا» است. در آن زمان گفته می‌شد که برخی ملوانان با دریا ازدواج می‌کنند یا تنها زنی که دوست دارند دریا است.

## گاف‌های فیلم
- در صحنه‌ای از قطار که کاپیتان گرگ بر لوسی ظاهر می‌شود، در پشت سر او مناظری شامل آپارتمان‌ها، تابلوهای تبلیغات و غیره دیده می‌شود، اما در پلانی که لوسی در آن قرار دارد پشت سر او مناظری شامل مزارع و درختان میوه است؛ این اشتباه در چندین نما بارها تکرار می‌شود.
- در صحنه‌ای از فیلم که مایلز فیرلی مشغول راندن درشکه خانم میور است، در هر نما قطرات باران بخشی از کلاه او را خیس کرده و شکل این خیس شدن مدام تغییر می‌کند.
- موقعیت چهره کاپیتان گرگ در نقاشی در صحنه‌ای که لوسی و کومبر وارد اتاق می‌شوند با صحنه‌های قبل فرق دارد.

## حضور در جشنواره‌های جهانی و اکران سینماها
تولید «روح و خانم میور» ۲۹ نوامبر ۱۹۴۶ کلید خورد و ۱۳ فوریه ۱۹۴۷ ساخت آن به پایان رسید. این فیلم در سال ۱۹۴۷ در کشورهای آمریکا، سوئد و پرتقال و در سال ۱۹۴۸ در فرانسه به نمایش درآمد. این فیلم همچنین در سال ۱۹۴۹ در کشورهای فنلاند، ژاپن و ایتالیا و در سال‌های ۵۰ و ۵۱ به ترتیب در هنگ‌کنگ و استرالیا به روی پرده رفت. 
روح و خانم میور در سال ۲۰۰۰ در اسپانیا و در سال ۲۰۰۲ در فرانسه مجدداً نمایش داده شد.
تنها دستاورد فیلم «روح و خانم میور» در جشنوارهای سینمایی به سال ۱۹۴۸ برمی‌گردد که نامزد دریافت جایزهٔ اسکار در بخش بهترین فیلمبرداری یک فیلم سیاه و سفید شد.

## پخش از تلویزیون ایران
سینمایی «روح و خانم میور» در سال ۱۳۸۷ خورشیدی با مدیریت مرضیه صفی‌خانی دوبله شد. این فیلم که یکشنبه (سوم شهریورماه) در قالب سینما ماوراء به روی آنتن رفت. دوشنبه ساعت ۱۵ و ۳۰ دقیقه تکرار شد.